# Rohrdorf (Isny)
Rohrdorf ist ein Ortsteil der Stadt Isny im Allgäu im Landkreis Ravensburg.

## Geografie
Rohrdorf liegt fünf Kilometer nordöstlich des Stadtgebietes von Isny, am Fuße der Adelegg und des Rangenberges.
Die Gemeindefläche beträgt ca. 2186 Hektar.

### Weitere Orte
- Aigeltshofen, Weiler, mit dem Einödhof Halden
- Haslach, Weiler
- Leprosenhaus, Haus
- Rangen, Einödhof
- Rengers, Weiler, mit dem Weiler Rangenhalden und dem Einödhof Langenwaid
- Schwanden, Weiler, mit den Einödhöfen Lurer und Schwarzen
- Eisenbach, Halder, Blockwiesen

## Geschichte
Im Jahre 1178 wird die Burg Rohrdorf auf der Adelegg erwähnt, welche bereits um 1200 verfiel und aufgeteilt wurde. Der Frauenkonvent der Benediktinerabtei Isny wurde 1190 in das Benediktinerinnenkloster Rohrdorf verlegt, das mit der Pfarrkirche bis in das 15. Jahrhundert bestand.
Die Pfarrkirche wird 1187 als Sankt Germanus genannt, um 1500 erfolgte ein Umbau und die Weihung als St. Remigius und Cyriakus, 1736 wurde der Turm aufgesetzt und die gesamte Kirche barockisiert. Seit 1595 gehörte der Ort zur Grafschaft Waldburg-Zeil-Trauchburg.
Im Jahre 1806 wurde Rohrdorf Bestandteil des Königreichs Württemberg. Dort gehörte es zum 1810 gebildeten Oberamt Wangen. Am 1. Juli 1972 wurde die ehemals selbständige Gemeinde Rohrdorf in die Stadt Isny eingemeindet. Ortsvorsteher im Jahre 2011 war Fürst Alexander von Quadt.
Die kirchliche Gemeinde gehört zum Dekanat Allgäu-Oberschwaben in der Diözese Rottenburg-Stuttgart.

## Wappen
Ausgehend von einem aus dem Jahr 1504 stammenden Wappen im Kalendarium der Pfarrei Rohrdorf, das zwei silberne Schwerter in rotem Schild zeigt, nahm die Gemeindeverwaltung dieses Wappen nach 1930 in ihre Dienstsiegel auf. Wegen der Gleichheit mit dem Wappen der Gemeinde Zipplingen im Landkreis Aalen wurde das Rohrdorfer Gemeindewappen jedoch mit einem zusätzlichen kleinen Schildchen als Beizeichen versehen und am 10. Dezember 1958 vom Innenministerium zusammen mit den Flaggenfarben Weiß-Rot neu verliehen.
Da die Rohrdorfer Pfarrkirche von 1189 bis 1803 dem Kloster Isny inkorporiert war, beziehen sich die beiden Schwerter als Martyrersymbole vermutlich auf den hl. Georg als Patron des Klosters Isny und den hl. Cyriakus als örtlichen Mitpatron der Rohrdorfer Pfarrkirche.
Der als Beizeichen hinzugefügte kleine St. Georgs-Schild mit dem roten Kreuz ist wiederum dem Wappen des Klosters Isny entnommen.
Silber und Rot sind auch die Farben im Herzschild der Fürsten von Quadt zu Wykradt und Isny, die als Rechtsnachfolger des Klosters Isny ab dem Jahr 1803 auch das Patronatsrecht der Rohrdorfer Pfarrkirche übernommen hatten.

## Bildung
Rohrdorf verfügt über folgende Einrichtungen:
- Kindergarten: 30 Kindergartenplätze
- Grundschule: Klasse 1 bis 4, Instrumentalklasse

## Adelegg
Rohrdorf liegt unmittelbar an der Adelegg. Es handelt sich dabei um eine etwa 10 auf 12 km große, bewaldete Hügellandschaft zwischen Kempten und Isny, in Bayern und in Baden-Württemberg. Sie gilt als eigenes, kleines Mittelgebirge und zugleich nördlichster Ausläufer der Allgäuer Alpen. In ihrer Mitte liegen die abgelegenen, zu Buchenberg gehörigen Weiler Kreuzthal und das zu Rohrdorf gehörige Eisenbach. Die höchsten Erhebungen der Adelegg sind knapp über 1100 Meter, darunter der mit einem Aussichtsturm versehene Schwarze Grat (Gemarkung Großholzleute). Im Nordwesten liegt das Glasmacherdorf Schmidsfelden. Im Norden sind das Kürnachtal und der Wolfsberg.
Durch die Adelegg führen zahlreiche leichte Waldwanderwege, ein schöner geht von Eschach nach Kreuzthal.
Die Adelegg wurde erst spät besiedelt, bis ins 17. Jahrhundert streiften nur Jäger und Hirten durch die tiefen Wälder. Dann erst kamen die Holzfäller und mit ihnen die Glasmacher. Sie rodeten die Adelegg oft radikal und siedelten auf den Hängen. Das Glasmacher-Museumdorf Schmidsfelden mit dem Glasmacher Michaelis ist Kernpunkt der touristischen Wiederbelebung der Adelegg. Später kam der Glasmacherweg hinzu.

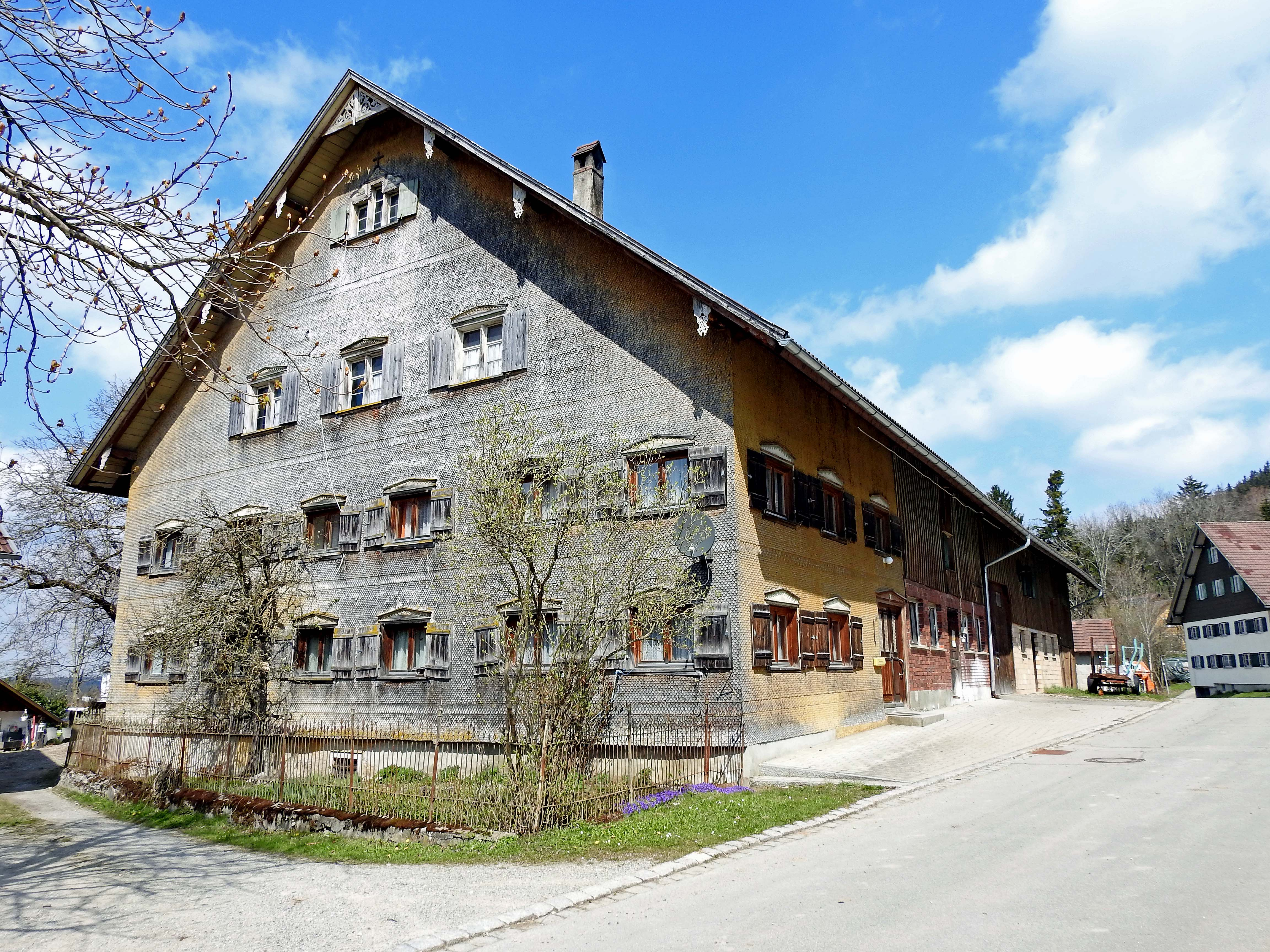
Verschindelter Hof in Rohrdorf

## Sehenswürdigkeiten

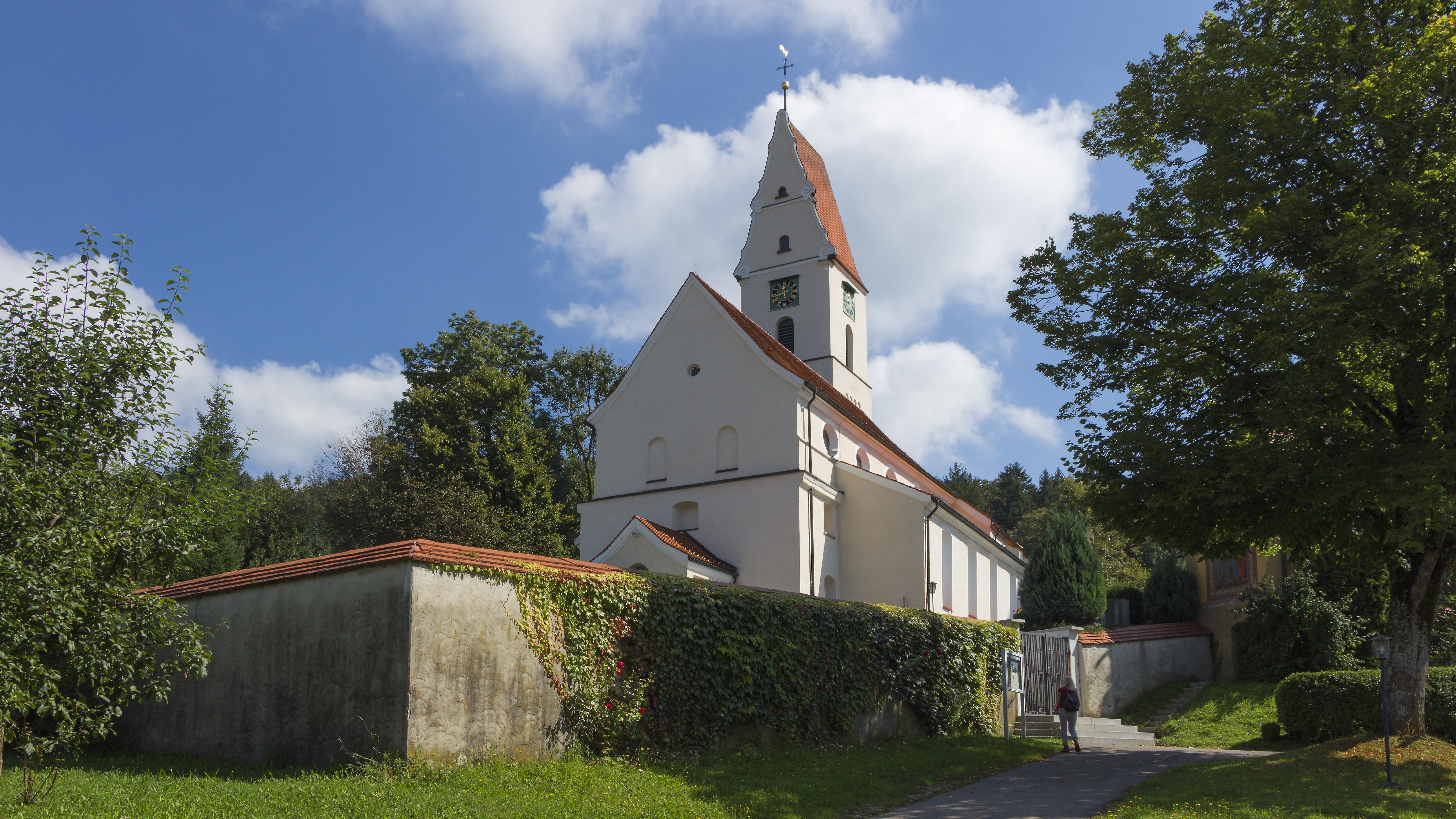
St. Remigius in Rohrdorf

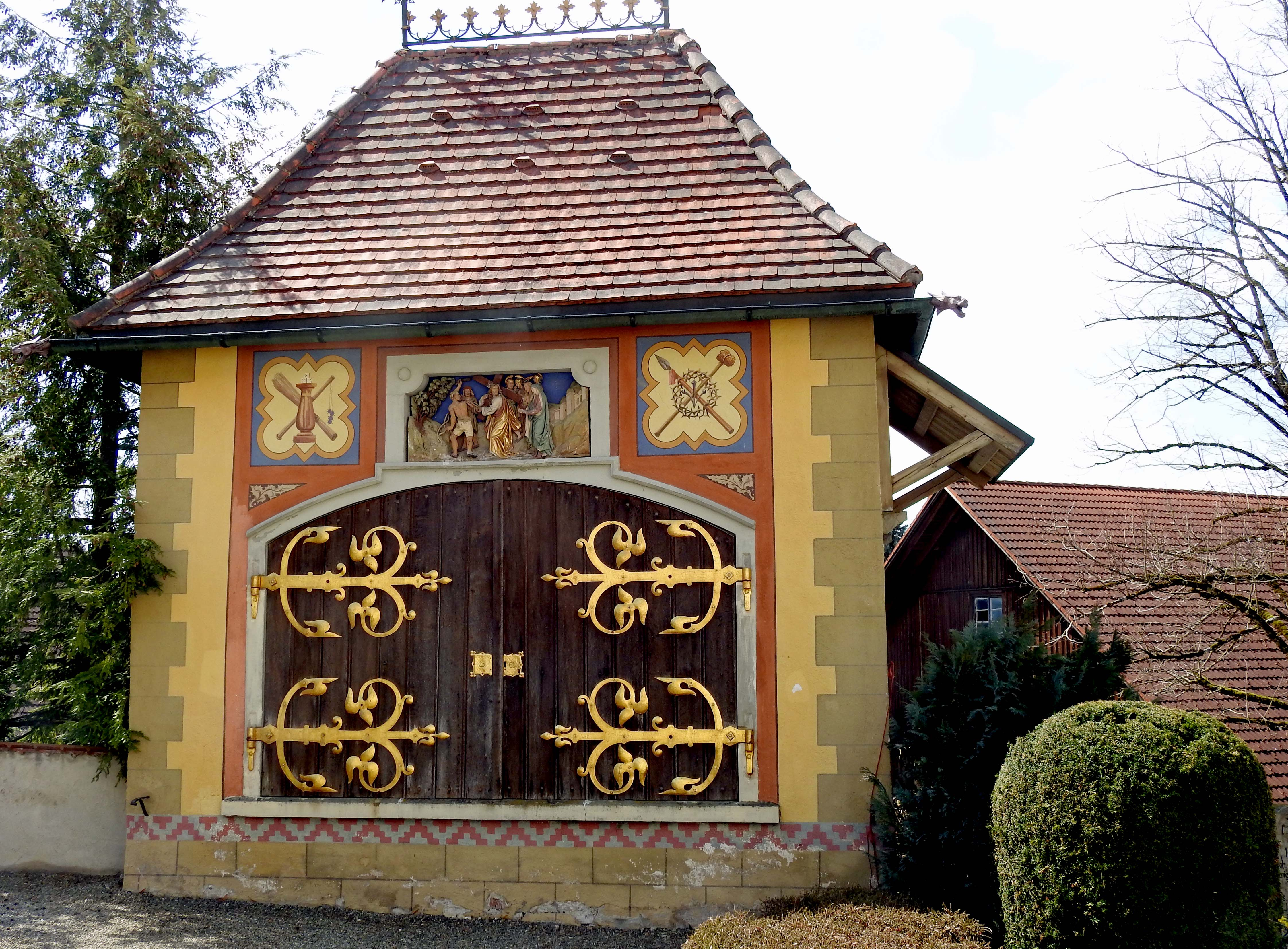
Ölbergkapelle in Rohrdorf

In Rohrdorf befindet sich die Kirche St. Remigius. Mehrere Heiligenfiguren der Ulmer Schule und eine Darstellung des Augustinus aus den Händen des Reichenhofer Künstlers Hans Multscher haben die letzten Jahrhunderte überstanden. In der Wandnische des Kirchenschiffs befindet sich eine auf das Jahr 1470 datierte Terrakottagruppe mit dem seltenen Thema Marientod. Der Name des Künstlers ist nicht bekannt. Er wird als „Meister von Rohrdorf“ bezeichnet.

### Kulturdenkmale
Siehe: Liste der Kulturdenkmale in Rohrdorf